# Campsurus mahunkai
Campsurus mahunkai is een haft uit de familie Polymitarcyidae. De wetenschappelijke naam van de soort is voor het eerst geldig gepubliceerd in 1973 door Puthz.
De soort komt voor in het Neotropisch gebied.